# Bartolomeu Nabo Correia
Bartolomeu Nabo Correia foi Capitão de Infantaria no Brasil no período colonial, nomeado em 1668. Residia com sua família na então capital da colônia, Salvador da Bahia. Era casado com Dona Luísa Bixarxe e com ela teve cinco filhos: um homem e quatro mulheres. Liderou diversas expedições pelo interior do nordeste brasileiro, desbravando novas terras que deram origem a diversas povoações que mais tarde vieram a tornar-se cidades. Faleceu em 1698.
Por volta de 1683, Bartolomeu Nabo comandou expedição com cerca de 40 homens para povoar o sudeste do Ceará (a partir do Boqueirão do Cunha, hoje Açude Castanhão, seguindo ao Salgado e Cariri). A expedição conhecida como "Arraial Novo dos Icós" resultou na dizimação de parte da população indígena, concessão de terras aos colonos e fundação das primeiras vilas da região.
Teve como confessor o Padre João de Paiva, um jesuíta que tinha fama de santo entre os baianos e que teria profetizado que uma de suas filhas, que até então tinha aversão à vida consagrada, seria uma grande religiosa. Esta veio a tomar o hábito das irmãs clarissas no Convento de Santa Clara do Desterro juntamente com uma de suas irmãs, em 29 de setembro de 1686. As duas irmãs receberam os nomes religiosos de Madre Vitória da Encarnação e Madre Maria da Conceição. A Madre Vitória, aquela da profecia do Padre João de Paiva, passou a ser a maior referência do Convento do Desterro pelos seus dons extraordinários e fama de santidade.